# Схил (анатомія)
Схил (лат. clivus), блуменбахів схил — частина людського черепа біля його основи, мілка заглибина за спинкою турецького сідла, що похило спускається дозаду. Утворений передньою (водночас і базилярною) частиною потиличної кістки і клиноподібною кісткою в місці їхнього з'єднання. У горизонтальній площині він лежить прямо дозаду від клиноподібних пазух. Латерально з обох боків розташовуються рвані отвори (внутрішня сонна артерія доходить до середньої черепної ямки над рваним отвором, біля її анастомозу з вілізієвим колом). Дозаду від схилу знаходиться базилярна артерія. Над схилом лежить вароліїв міст.
Назву блуменбахового отримав на честь німецького анатома Й. Ф. Блуменбаха.

## Клінічне значення
Відвідний нерв проходить вздовж схилу, тому при підвищенні внутрішньочерепного тиску можливе його защемлення.
У ділянці схилу може утворюватися хордома.
Схил є важливим орієнтиром для перевірки правильної співвісності атланта з аксисом: на латеральній рентгенограмі шийного відділу хребта він утворює лінію, продовження якої відоме як «лінія схилу Вакенгайма». У разі нормального взаємного положення хребців лінія Вакенгайма має проходити через зуб аксиса, чи бути дотичною до нього.

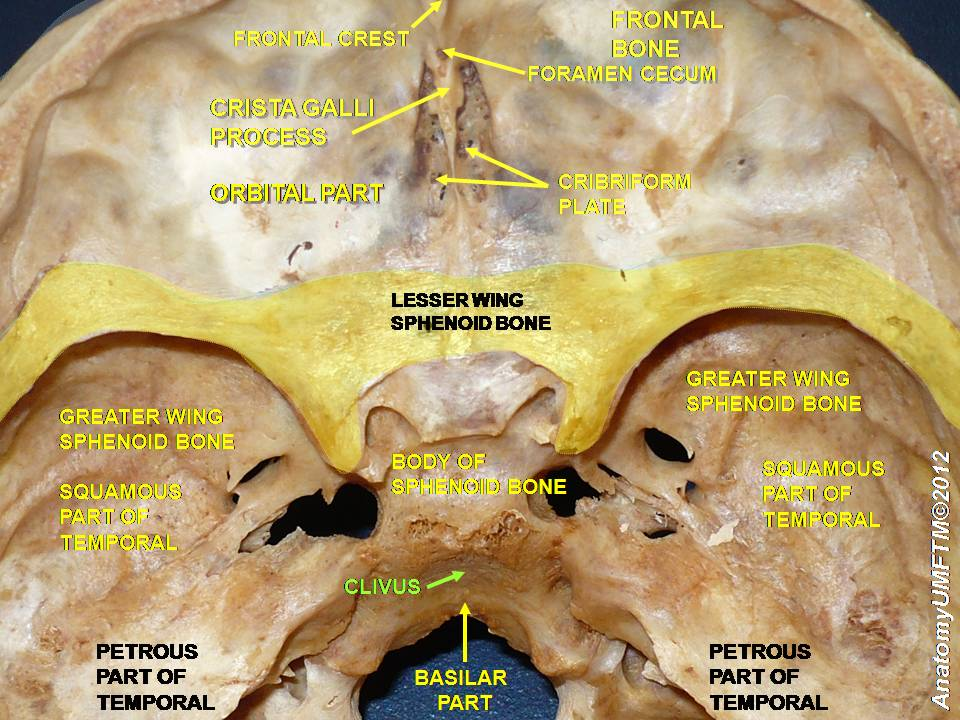
Clivus
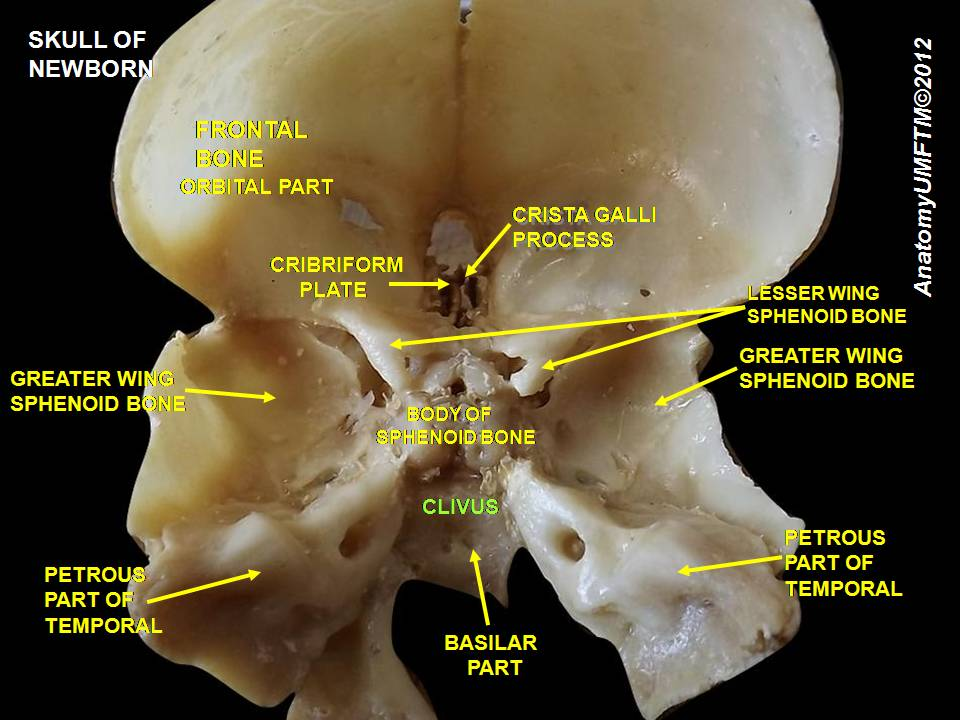
Clivus